# جوليان بيل
جوليان بيل (بالإنجليزية: Julian Bell)‏ (و. 1908 – 1937 م) هو شاعر، ورسام، وكاتب، وعالم اقتصاد، من المملكة المتحدة، ولد في لندن، توفي في مدريد، عن عمر يناهز 29 عاماً.

## الخدمة العسكرية
خدم في الألوية الدولية.